# Geranomyia bifurcula
Geranomyia bifurcula är en tvåvingeart som först beskrevs av Alexander 1933.  Geranomyia bifurcula ingår i släktet Geranomyia och familjen småharkrankar. Inga underarter finns listade i Catalogue of Life.